# Dekanat gniewski
Dekanat Gniew – jeden z 30 dekanatów w rzymskokatolickiej diecezji pelplińskiej.

## Parafie
W skład dekanatu wchodzi 8 parafii:
- parafia św. Jakuba Apostoła – Dzierżążno
- parafia św. Mikołaja – Gniew
- parafia św. Mikołaja – Królów Las
- parafia św. Marcina – Lignowy Szlacheckie
- parafia św. ap. Piotra i Pawła – Opalenie
- parafia Narodzenia NMP – Piaseczno
- parafia św. Michała Archanioła – Tymawa
- parafia św. Jana Chrzciciela – Wielkie Walichnowy

## Sąsiednie dekanaty
Kwidzyn – Śródmieście (diec. elbląska), Malbork II (diec. elbląska), Nowe nad Wisłą, Pelplin, Skórcz, Sztum (diec. elbląska), Tczew.